# Niki Tuuli
Niki Rikhard Tuuli (Imatra, Finlandia; 26 de octubre de 1995) es un piloto profesional de motociclismo que actualmente corre para el equipo EAB Racing Team en el Campeonato Mundial de Supersport.

## Trayectoria
Tuuli hizo su debut internacional en 2013 cuando participó, como piloto titular, en el Campeonato Europeo de Superstock 600 con una Yamaha YZF-R6 del Niki Tuuli Racing. Terminó la temporada en el 14.º lugar con 36 puntos.
En 2014 continuó en el Campeonato Europeo de Superstock 600, con la misma moto de la temporada anterior, pero pasó a correr para el equipo Kallio Racing. Obtuvo su primera victoria en este campeonato en los Países Bajos. Además consiguió podios en Imola y Francia. Terminó la temporada en la cuarta posición con 74 puntos.
En 2015, continuó en el Kallio Racing. En la temporada consiguió dos podios en los Países Bajos y en Misano. Terminó la temporada en la quinta posición con 78 puntos. En esta temporada hizo su debut en el Campeonato Mundial de Supersport al participar como wildcard en la ronda de Donington Park donde terminó la carrera con un noveno lugar.
En la temporada 2016 participó, todavía como wild card, en tres carreras europeas del Campeonato Mundial de Supersport con el Kallio Racing usando una Yamaha YZF-R6, obtuvo tres segundos lugares en Alemania, Francia y España además de conseguir tres vueltas rápidas en las tres carreras disputadas. Los puntos obtenidos le permitieron terminar la temporada en décimo lugar con 60 puntos.
En la temporada 2017 se convirtió en el piloto titular de un equipo del Campeonato Mundial de Supersport, al convertirse en piloto del equipo Kallio Racing. Su compañero de equipo fue el sudafricano Sheridan Morais. Su primer podio de la temporada llegó en la ronda tailandesa donde terminó en el tercer lugar. En la ronda de Francia en Magny-Cours consiguió su primera pole position en el campeonato y al día siguiente, consiguió su primera victoria en el campeonato. Terminó la temporada en el séptimo lugar con 82 puntos.
En la temporada 2018, fichó por el CIA Landlord Insurance Honda del Campeonato del Mundial de Supersport, utilizando una Honda CBR600RR. Su compañero de equipo fue el británico Andrew Irwin. Corrió las primeras cinco carreras de la temporada, logando dos séptimos puestos en Assen e Imola como mejores resultados. Con motivo del Gran Premio de Francia, hizo su debut en  Moto2, reemplazando al malayo Zulfahmi Khairuddin al volante de la Kalex Moto2 del equipo SIC Racing Team. Corrió once carreras de la temporada, obteniendo un 15.º puesto en Tailandia como mejor resultado. Se vio obligado a perderse el Gran Premio de los Países Bajos y Alemania debido a una lesión en un dedo de su mano izquierda ocurrida en la clasificación del gran premio de los Países Bajos. Además se vio obligado a retirarse del Gran Premio de Australia debido a un fuerte dolor en su espalda producto de un choque en la práctica libre 3. Terminó la temporada de Supersport en la 14.º posición con 38 puntos y la temporada de Moto2 en 32.º lugar con 1 punto.
En 2019, Tuuli disputa la Copa Mundial de MotoE con el Ajo Motorsport y el Campeonato Europeo de Moto2 con el Team Stylobike. En el Campeonato Europeo de Moto2 comenzó la temporada ganado la primera carrera en Estoril y terminando segundo en la segunda carrera. En Valencia, quedó involucrado en una caída múltiple provocada por una mancha de aceite que hizo que la carrera se suspendiera y se reiniciara más adelante, como resultado de la caída Tuuli se lesionó y no pudo formar parte del reinicio de la carrera. El 7 de julio de 2019, Tuuli se convirtió en el primer ganador de la historia de una carrera de MotoE al llevarse la victoria en el Gran Premio de Alemania en donde además se llevó la primera E-Pole de la historia.
Tuuli regreso al Campeonato Mundial de Supersport en 2021 de la mano del MV Agusta Corse Clienti. En su regreso al campeonato consiguió tres podios, un segundo puesto en la segunda carrera en Indonesia y dos terceros puestos en las segundas carreras de Cataluña y España.
En 2023, Tuuli paso al equipo Dynavolt Triumph haciendo equipo con el británico Harry Truelove. Su primer y único podio de la temporada lo consiguió en la ronda de Indonesia celebrada en el Mandalika International Street Circuit. En la primera carrera del fin de semana, Tuuli partía desde la cuarta plaza de la parrilla de salida gracias a una buena sesión clasificatoria, aunque perdía una posición en la primera vuelta de la carrera. A partir de ahí, el piloto finlandés ha remontado hasta alcanzar la segunda posición y ha luchado con Federico Caricasulo en gran parte la de misma, aunque finalmente se ha tuvo que conformar con la tercera plaza.
En 2024, Tuuli paso al equipo EAB Racing Team usando una Ducati Panigale V2.
En 2025, Tuuli pasara a ser piloto del QJMotor Factory Racing, usando la moto del constructor chino, siendo la sexta marca que pilote en el Campeonato Mundial de Supersport.

## Resultados

### Campeonato Europeo de Superstock 600
(Carreras en negrita indica pole position, carreras en cursiva indica vuelta rápida)
| Año  | Moto   | 1       | 2       | 3     | 4       | 5       | 6        | 7        | 8       | 9       | 10     | Pos. | Pts. |
| ---- | ------ | ------- | ------- | ----- | ------- | ------- | -------- | -------- | ------- | ------- | ------ | ---- | ---- |
| 2013 | Yamaha | ARA 12  | NED DNS | ITA 4 | POR     | ITA Ret | GBR 1 10 | GBR 2 19 | GER 5   | FRA Ret | ESP 14 | 14.º | 36   |
| 2014 | Yamaha | ARA 4   | NED 1   | ITA 2 | ITA Ret | POR Ret | ESP Ret  | FRA 3    |         |         |        | 4.º  | 74   |
| 2015 | Yamaha | ARA 1 5 | ARA 2 5 | NED 3 | ITA Ret | POR 7   | ITA 2    | ESP 5    | FRA Ret |         |        | 5.º  | 78   |

### Campeonato Mundial de Supersport

#### Por temporada
| Temp. | Moto                         | Equipo                       | N.º   | Carreras | Victorias | Podios | Poles | V.Ráp. | Pts. | Pos. |
| ----- | ---------------------------- | ---------------------------- | ----- | -------- | --------- | ------ | ----- | ------ | ---- | ---- |
| 2015  | Yamaha YZF-R6                | Kallio Racing                | 66    | 1        | 0         | 0      | 0     | 0      | 7    | 26.º |
| 2016  | Yamaha YZF-R6                | Kallio Racing                | 66    | 3        | 0         | 3      | 0     | 3      | 60   | 10.º |
| 2017  | Yamaha YZF-R6                | Kallio Racing                | 66    | 12       | 1         | 2      | 1     | 0      | 82   | 7.º  |
| 2018  | Honda CBR600RR               | CIA Landlord Insurance Honda | 66    | 5        | 0         | 0      | 0     | 0      | 38   | 14.º |
| 2021  | MV Agusta F3 675             | MV Agusta Corse Clienti      | 66    | 22       | 0         | 3      | 0     | 2      | 140  | 11.º |
| 2022  | MV Agusta F3 800 RR          | MV Agusta Reparto Corse      | 66    | 18       | 1         | 1      | 1     | 0      | 152  | 8.º  |
| 2023  | Triumph Street Triple 765 RS | Dynavolt Triumph             | 66    | 23       | 0         | 1      | 0     | 0      | 162  | 8.º  |
| 2024  | Ducati Panigale V2           | EAB Racing Team              | 66    | 21       | 1         | 2      | 0     | 0      | 118  | 11.º |
| 2025  | QJMotor SRK 800RR            | QJ Motor Factory Racing      | 66    | 0        | 0         | 0      | 0     | 0      | -    | -.º  |
| Total | Total                        | Total                        | Total | 105      | 3         | 12     | 2     | 5      | 759  |      |

- * Temporada en curso.

#### Carreras por Año
(Carreras en negrita indica pole position, carreras en cursiva indica vuelta rápida)
| Año  | Equipo | 1      | 2     | 3       | 4      | 5       | 6      | 7       | 8     | 9       | 10    | 11    | 12    | Pos. | Pts. |
| ---- | ------ | ------ | ----- | ------- | ------ | ------- | ------ | ------- | ----- | ------- | ----- | ----- | ----- | ---- | ---- |
| 2015 | Yamaha | AUS    | THA   | ARA     | NED    | ITA     | GBR 9  | POR     | ITA   | MAL     | SPA   | FRA   | QAT   | 26.º | 7    |
| 2016 | Yamaha | AUS    | THA   | ARA     | NED    | ITA     | MAL    | GBR     | ITA   | GER 2   | FRA 2 | SPA 2 | QAT   | 10.º | 60   |
| 2017 | Yamaha | AUS 5  | THA 3 | ARA Ret | NED 16 | ITA Ret | GBR 24 | MIS Ret | GER 5 | POR Ret | FRA 1 | SPA 7 | QAT 6 | 7.º  | 82   |
| 2018 | Honda  | AUS 11 | THA 9 | ARA 8   | NED 7  | ITA 7   | GBR    | CZE     | MIS   | POR     | FRA   | ARG   | QAT   | 14.º | 38   |

| Año  | Moto      | 1       | 1       | 2      | 2      | 3       | 3       | 4       | 4     | 5     | 5      | 6      | 6      | 7       | 7       | 8      | 8     | 9     | 9       | 10     | 10      | 11      | 11      | 12      | 12      | Pos. | Pts. |
| Año  | Moto      | R1      | R2      | R1     | R2     | R1      | R2      | R1      | R2    | R1    | R2     | R1     | R2     | R1      | R2      | R1     | R2    | R1    | R2      | R1     | R2      | R1      | R2      | R1      | R2      | Pos. | Pts. |
| ---- | --------- | ------- | ------- | ------ | ------ | ------- | ------- | ------- | ----- | ----- | ------ | ------ | ------ | ------- | ------- | ------ | ----- | ----- | ------- | ------ | ------- | ------- | ------- | ------- | ------- | ---- | ---- |
| 2021 | MV Agusta | ARA Ret | ARA DNS | POR 11 | POR 8  | ITA 9   | ITA Ret | NED Ret | NED 8 | CZE 9 | CZE 8  | SPA 10 | SPA 7  | FRA Ret | FRA 5   | CAT 19 | CAT 3 | SPA C | SPA 3   | POR 5  | POR Ret | ARG 8   | ARG Ret | INA Ret | INA 2   | 11.º | 140  |
| 2022 | MV Agusta | ARA 6   | ARA 5   | NED 6  | NED 7  | POR Ret | POR DNS | ITA     | ITA   | GBR   | GBR    | CZE 6  | CZE 10 | FRA 6   | FRA 11  | CAT 6  | CAT 5 | POR 5 | POR Ret | ARG 5  | ARG 4   | INA 1   | INA DNS | AUS Ret | AUS DNS | 8.º  | 152  |
| 2023 | Triumph   | AUS 4   | AUS 9   | INA 3  | INA 6  | NED 12  | NED 5   | CAT 10  | CAT 8 | ITA 9 | ITA 10 | GBR 15 | GBR 12 | ITA Ret | ITA DNS | CZE 7  | CZE 9 | FRA 5 | FRA 5   | ARA 9  | ARA Ret | POR 9   | POR 10  | SPA 9   | SPA 12  | 8.º  | 162  |
| 2024 | Ducati    | AUS 17  | AUS 14  | SPA 16 | SPA NC | NED Ret | NED 3   | ITA 9   | ITA 8 | GBR 9 | GBR 6  | CZE 10 | CZE 8  | POR 10  | POR Ret | FRA 1  | FRA 8 | ITA 9 | ITA 10  | SPA 14 | SPA 16  | EST Ret | EST DNS | SPA     | SPA     | 11.º | 118  |
| 2025 | QJ Motor  | AUS     | AUS     | POR    | POR    | NED     | NED     | ITA     | ITA   | CZE   | CZE    | ITA    | ITA    | GBR     | GBR     | HUN    | HUN   | FRA   | FRA     | SPA    | SPA     | POR     | POR     | SPA     | SPA     | .º   |      |

- * Temporada en curso.

### Campeonato del Mundo de Motociclismo

#### Por temporada
| Temp. | Cat.  | Moto     | Equipo                  | N.º   | Carreras | Victorias | Podios | Poles | V.Ráp. | Pts. | Pos. |
| ----- | ----- | -------- | ----------------------- | ----- | -------- | --------- | ------ | ----- | ------ | ---- | ---- |
| 2018  | Moto2 | Kalex    | Petronas Sprinta Racing | 66    | 11       | 0         | 0      | 0     | 0      | 1    | 32.º |
| 2019  | MotoE | Energica | Ajo MotoE               | 66    | 3        | 1         | 1      | 1     | 1      | 26   | 15.º |
| 2020  | MotoE | Energica | Avant Ajo MotoE         | 66    | 6        | 1         | 2      | 0     | 2      | 53   | 6.º  |
| Total | Total | Total    | Total                   | Total | 20       | 2         | 3      | 1     | 3      | 80   |      |

#### Carreras por año
| Año  | Clase | Moto     | 1      | 2       | 3       | 4       | 5      | 6      | 7       | 8       | 9       | 10     | 11     | 12    | 13     | 14     | 15     | 16     | 17      | 18      | 19      | Pos. | Pts. |
| ---- | ----- | -------- | ------ | ------- | ------- | ------- | ------ | ------ | ------- | ------- | ------- | ------ | ------ | ----- | ------ | ------ | ------ | ------ | ------- | ------- | ------- | ---- | ---- |
| 2018 | Moto2 | Kalex    | QAT    | ARG     | AME     | SPA     | FRA 22 | ITA 17 | CAT Ret | NED DNS | GER DNS | CZE 21 | AUT 21 | GBR C | RSM 21 | ARA 22 | THA 15 | JPN 21 | AUS DNS | MAL Ret | VAL Ret | 32.º | 1    |
| 2019 | MotoE | Energica | GER 1  | AUT 15  | RSM Ret | RSM DNS | VAL    | VAL    |         |         |         |        |        |       |        |        |        |        |         |         |         | 15.º | 26   |
| 2020 | MotoE | Energica | SPA 11 | AND DNS | RSM 17  | ERM 13  | ERM 12 | FRA 3  | FRA 1   |         |         |        |        |       |        |        |        |        |         |         |         | 6.º  | 53   |

### Campeonato Europeo de Moto2

#### Por temporada
| Temp. | Moto        | Equipo         | N.º   | Carreras | Victorias | Podios | Poles | V.Ráp. | Pts. | Pos. |
| ----- | ----------- | -------------- | ----- | -------- | --------- | ------ | ----- | ------ | ---- | ---- |
| 2019  | Kalex Moto2 | Team Stylobike | 18    | 6        | 1         | 4      | 0     | 0      | 101  | 5.º  |
| 2020  | Kalex Moto2 | Team Stylobike | 66    | 11       | 0         | 9      | 2     | 1      | 196  | 2.º  |
| Total | Total       | Total          | Total | 17       | 1         | 13     | 2     | 1      | 297  |      |

#### Carreras por año
(Carreras en negrita indica pole position, carreras en cursiva indica vuelta rápida)
| Temp. | 1     | 2     | 3       | 4     | 5     | 6     | 7     | 8     | 9     | 10    | 11    | Pos. | Pts. |
| ----- | ----- | ----- | ------- | ----- | ----- | ----- | ----- | ----- | ----- | ----- | ----- | ---- | ---- |
| 2019  | EST 1 | EST 2 | VAL DNS | CAT 4 | CAT 2 | ARA 9 | ARA 3 | JER   | ALB   | ALB   | VAL   | 5.º  | 101  |
| 2020  | EST 2 | EST 2 | ALG 2   | ALG 2 | JER 3 | JER 2 | ARA 3 | ARA 2 | ARA 2 | VAL 5 | VAL 4 | 2.º  | 196  |